# Bătrâni
Bătrâni é uma comuna romena localizada no distrito de Prahova, na região de Muntênia. A comuna possui uma área de 46.33 km² e sua população era de 2154 habitantes segundo o censo de 2007.